# Võ Thuần Nho
Võ Thuần Nho (sinh ngày 3 tháng 1 năm 1914 - mất ngày 26 tháng 12 năm 1994) là một chính trị gia, nhà cách mạng người Việt Nam. Nguyên ủy viên thường vụ khu ủy IV. Giám đốc khu học xá TW. Phó trưởng ban khoa giáo TW.Ông từng giữ chức Thứ trưởng Bộ Giáo dục và Đào tạo Việt Nam trong hàng chục năm. Ông là em trai ruột của Đại tướng Quân đội nhân dân Việt Nam Võ Nguyên Giáp. Ông là đại biểu Quốc hội Việt Nam khóa 1 thuộc đoàn đại biểu tỉnh Quảng Bình.

## Xuất thân
Thân phụ của Võ Thuần Nho là nhà nho Võ Quang Nghiêm. Gia đình Võ Quang Nghiêm thuộc tầng lớp trung nông ở làng An Xá, tổng Đại Phong, xã Lộc Thủy, huyện Lệ Thủy, tỉnh Quảng Bình. Họ có đủ ruộng đất để cày cấy và có nhà cửa khang trang. Ông Nghiêm là một người sùng đạo Khổng và coi trọng việc thờ cúng tổ tiên. Ông từng hành nghề thầy thuốc (thuốc nam) và dạy học ở làng An Xá quê ông. Võ Quang Nghiêm còn được gọi là Cửu Nghiêm vì ông từng làm thư lại (cửu phẩm) ở dinh quan tuần phủ tỉnh Quảng Bình ở Đồng Hới. Thân phụ ông Cửu Nghiêm từng tham gia phong trào Cần vương chống Pháp những năm 1880.
Thân mẫu của Võ Thuần Nho là bà Nguyễn Thị Kiên (mất năm 1961), một người nông dân. Bà lo việc đồng áng và nội trợ gia đình. Cha bà Nguyễn Thị Kiên cũng từng tham gia phong trào Cần Vương giúp vua Hàm Nghi chống Pháp. Ông từng giữ chức Đề đốc trấn giữ đại đồng tiền vệ.
Hai ông bà Võ Quang Nghiêm và Nguyễn Thị Kiên sinh được 8 người con. Hai người con trai đầu của họ mất từ bé. Ba người con kế tiếp là gái, một người mất sớm vì bệnh kiết lị, còn hai người tên là Diễm và Liên. Người con thứ sáu là Võ Nguyên Giáp (1911-2013), sau này là Đại tướng Quân đội nhân dân Việt Nam. Người con thứ bảy là ông Võ Thuần Nho. Người con út thứ 8 là bà Võ Thị Lài.

## Giáo dục
Ông cùng anh trai Võ Nguyên Giáp từng trọ học ở Đồng Hới, Quảng Bình.

## Sự nghiệp
Tháng 10 năm 1930, Võ Thuần Nho cùng anh trai Võ Nguyên Giáp bị bắt giam ở Nhà lao Thừa phủ ở Huế, vì tham gia sự kiện Xô Viết Nghệ Tĩnh chống thực dân Pháp.
Ông từng là Chủ tịch Ủy ban hành chính huyện Lệ Thủy, Quảng Bình. Ông trúng cử đại biểu Quốc hội Việt Nam khóa đầu tiên ở Quảng Bình.
Ông từng là Thứ trưởng Bộ Giáo dục và Đào tạo Việt Nam trong hàng chục năm dưới quyền Bộ trưởng Nguyễn Văn Huyên. Hai Thứ trưởng khác là Hồ Trúc và Lê Liêm. Ông từng là Chủ nhiệm (Tổng biên tập) tờ báo Người giáo viên nhân dân (tiền thân của báo Giáo dục và Thời đại).
Năm 1978, Võ Thuần Nho, Thứ trưởng Bộ Giáo dục, đã đề nghị điều chuyển ông Bùi Hiền, lúc đó đang là Phó Hiệu trưởng Trường Đại học Sư phạm Ngoại ngữ Hà Nội về Bộ Giáo dục và Đào tạo Việt Nam phụ trách ngoại ngữ trong Cải cách giáo dục, sau đó làm Phó Viện trưởng Viện Nội dung và Phương pháp dạy học phổ thông thuộc Viện Khoa học Giáo dục Việt Nam.
Năm 1980, 1981, ông là Thứ trưởng Bộ Giáo dục và Đào tạo, ủy viên Ủy ban năm quốc tế những người tàn tật của Việt Nam trong Chính phủ của Thủ tướng Phạm Văn Đồng.
Ông đã qua đời.

## Gia đình riêng
Ông có con trai tên là Võ Hồng Quang, sinh năm 1953, hi sinh tại chiến trường Quảng Trị năm 1972. Ông còn một người con trai tên là Võ Thạch Sơn, sinh năm 1949, là Giáo sư - được nhà nước phong tặng Nhà giáo ưu tú vào năm 2012.